# 奧克菲爾德 (紐約州村)
奧克菲爾德（英語：Oakfield）是位於美國紐約州傑納西縣的村。

## 人口
根據2020年美國人口普查的數據，奧克菲爾德的面積為1.71平方千米，皆為陸地。當地共有人口1812人，而人口密度為每平方千米1,060人。